# Jegliniec (gromada)
Jegliniec – dawna gromada, czyli najmniejsza jednostka podziału terytorialnego Polskiej Rzeczypospolitej Ludowej w latach 1954–1972.
Gromady, z gromadzkimi radami narodowymi (GRN) jako organami władzy najniższego stopnia na wsi, funkcjonowały od reformy reorganizującej administrację wiejską przeprowadzonej jesienią 1954 do momentu ich zniesienia z dniem 1 stycznia 1973, tym samym wypierając organizację gminną w latach 1954–1972.
Gromadę Jegliniec z siedzibą GRN w Jeglińcu utworzono – jako jedną z 8759 gromad – w powiecie suwalskim w woj. białostockim, na mocy uchwały nr 23/V WRN w Białymstoku z dnia 4 października 1954. W skład jednostki weszły obszary dotychczasowych gromad Jegliniec, Gremzdel, Jeglówek i Orlinek ze zniesionej gminy Puńsk, obszar dotychczasowej gromady Żubronajcie wraz z miejscowością Czarna Buchta z dotychczasowej gromady Czarna Buchta ze zniesionej gminy Krasnopol, oraz obszary dotychczasowych gromad Królówek, Piotrowa Dąbrowa i Wysoka Góra ze zniesionej gminy Huta w tymże powiecie. Dla gromady ustalono 10 członków gromadzkiej rady narodowej.
31 grudnia 1959:
- z gromady Jegliniec wyłączono wsie Czarna Buchta, Gremzdel i Jeglówek oraz obszar jeziora Gremzdel, włączając je do gromady Krasnopol w powiecie sejneńskim w tymże województwie[8],
- po czym gromadę Jegliniec zniesiono, włączając jej (pozostały) obszar do gromad:
  - Kaletnik (wsie Jegliniec i Orlinek, kolonię Jabłonowo i osadę Granowo oraz jezioro Jegliniec),
  - Stary Folwark (wsie Królówek, Piotrowa Dąbrowa, Wysoka Góra i Żubranajcie oraz obszar lasów państwowych N-ctwa Wigry obejmujący oddziały 106—112)
  - i Nowa Wieś (obszar lasów państwowych N-ctwa Wigry obejmujący oddziały 81—105, przyległy obszar łąk o powierzchni 49 ha oraz jeziora Królówek i Białe) w powiecie suwalskim[9].